# Pasias puspagiri
Pasias puspagiri là một loài nhện trong họ Thomisidae.
Loài này thuộc chi Pasias. Pasias puspagiri được Benoy Krishna Tikader miêu tả năm 1963.